# Chamunda (hinduism)

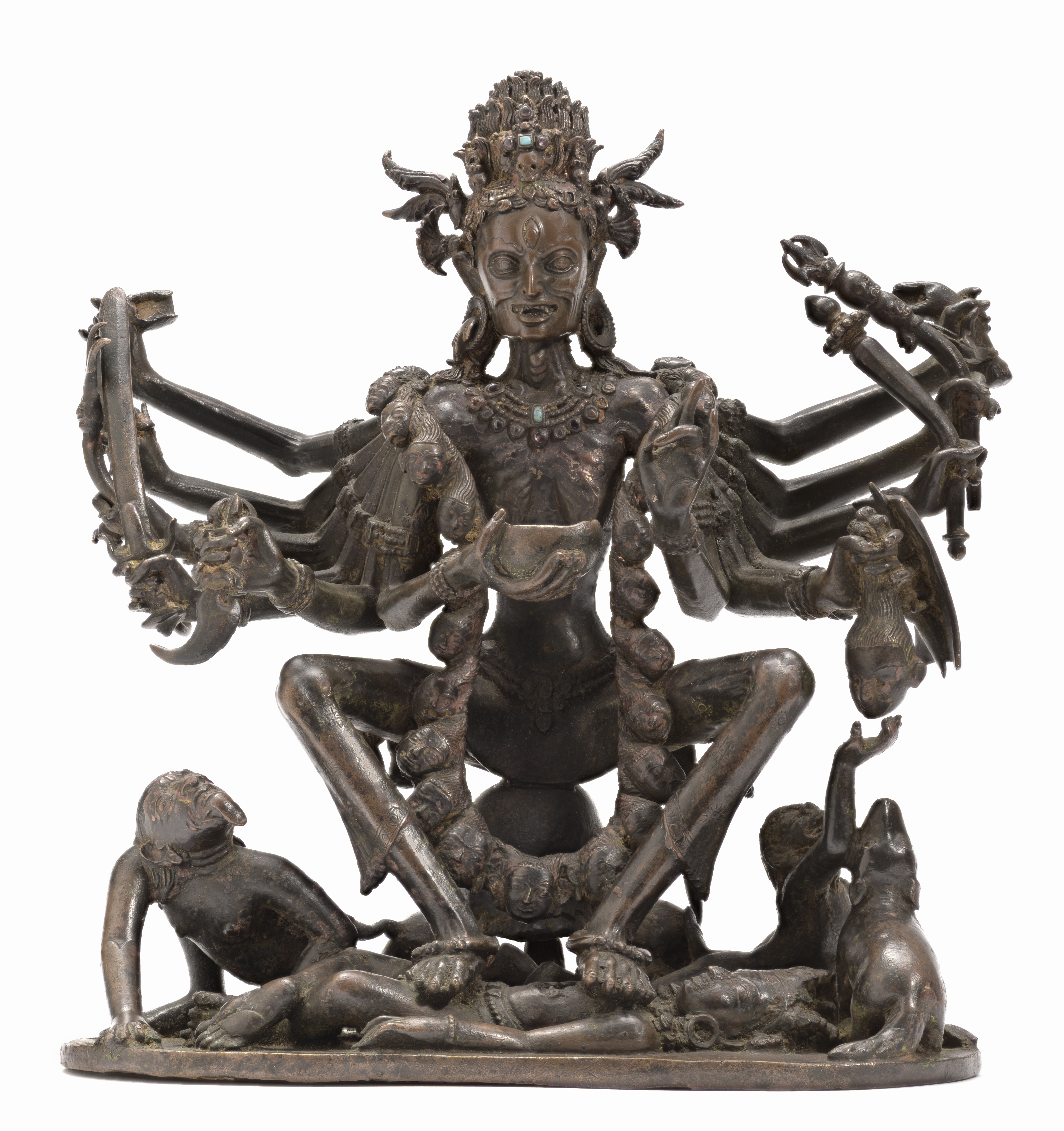
Newari skulptur från 1300-talet Chamunda.

Chamunda (sanskrit: चामुण्डा, Cāmuṇḍā), även känd som Chamundeshwari, Chamundi och Charchika, är en hinduisk stridsgudinna. Hennes namn härrör ur de två monstren Chanda och Munda som hon enligt myten ska ha dräpt. Hon avbildas ofta sittande på en hög kremeringsaska eller i ett fikonträd. 
I enlighet med hinduismens princip att betrakta alla gudinnor som aspekter av en gudinna och alla gudar som aspekter av en gud, associeras hon med 
Parvati, Kali och Durga. Hon beskrivs i officiell hinduisk teologi som en krigisk aspekt av gudinnan Chandi eller Durga, och räknas som en av de sju Matrikas. Hon är nära förknippad med Kali, som också är en blodtörstig aspekt av Parvati. Inom tantrismen räknas hon också som en av de 64 Yoginis som assisterar gudinnan Parvati. 
Chamunda dyrkas genom offer av vin och djur. Djuroffren har dock minskat med tiden. Ramakrishna Gopal Bhandarkar uppger att Chamunda var en lokal stamgudinna som dyrkades i Vindhyabergen i centrala Indien innan hon inlemmades i hinduismen som en aspekt av andra gudinnor, och att det en gång förekom människooffer i hennes tillbedjan innan de ersattes av djur. 